# منصور خاکسار
منصور خاکسار (متولد ۲۶ اوت ۱۹۳۹ برابر با ۳ شهریور ۱۳۱۸ آبادان - درگذشته ۱۸ مارس ۲۰۱۰ برابر با ۲۷ اسفند ۱۳۸۸ ارواین، کالیفرنیا) شاعر، نویسنده و فعال سیاسی ایرانی بود.

## زندگی
منصور خاکسار با نام کامل (به انگلیسی: Manṣur Romez Ḵāksāri)  متولد شهر آبادان در استان خوزستان است در سالهای دهه ۱۳۴۰، در ایران، به همراه ناصر تقوایی، سردبیری نشریه ادبی «هنر و ادبیات جنوب» را به عهده داشت.
وی پیش از انقلاب به دلیل فعالیت ادبی و فرهنگی به همراه برادرش نسیم خاکسار و چند تن دیگر از روشنفکران خوزستانی به زندان افتاد.
منصور خاکسار پس از انقلاب ۱۳۵۷ ایران نیز مدتی در بازداشتگاه جمهوری اسلامی زندانی بود.
او پس از آزادی از زندان راه تبعید را در پیش گرفت و پس از چند سال اقامت در اروپا، سال ۱۹۹۰ میلادی به آمریکا مهاجرت کرد و در شهر لس‌آنجلس اقامت گزید.
منصور خاکسار از اعضای قدیمی «کانون نویسندگان ایران» و همچنین «کانون نویسندگان ایران در تبعید» بود و از یاران همیشگی گروه ادبی دفترهای شنبه در لس‌آنجلس به شمار می‌رفت.

## درگذشت
منصور خاکسار روز ۱۸ مارس در مرگی خودخواسته به زندگی خود پایان داد.
او که در شهر لس‌آنجلسی زندگی می‌کرد، هنگام مرگ ۷۱ سال داشت.

## آثار
از منصور خاکسار ۱۳ مجموعه شعر به دو زبان فارسی و انگلیسی منتشر شده‌است:
- «کارنامه خون»
- «حیدر و انقلاب»
- شراره‌های شب
- سرزمین شاعر
- «با طره دانش عشق»
- قصیده «سفری در مه»
- لس‌آنجلسی‌ها
- تا این نقطه
- آن سوی برهنگی
- و چند نقطه دیگر
- و با آن نقطه

از جمله کارهای آماده چاپ او کتاب دو جلدی گفتارهای پراکنده پیرامون شعر و ادبیات مهاجرت، گفتگویی بلند با عنوان «من هرگز به سکوت نیندیشیده‌ام» و مجموعه شعر «از سحرخیزان» است که کتاب آخر به چاپ سپرده شده‌است.